# Типорозміри гальванічних елементів

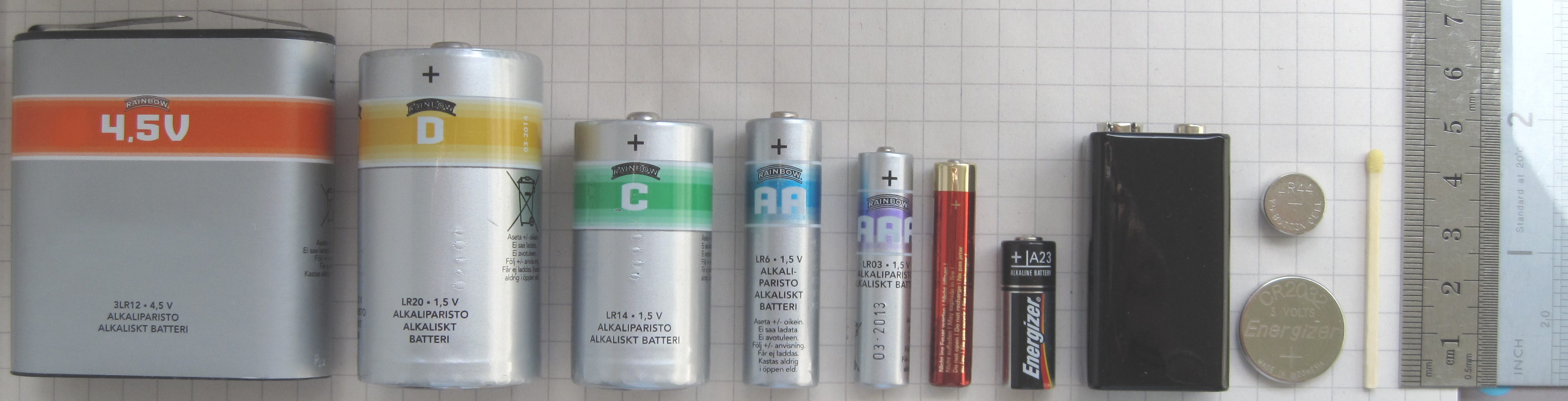

Типорозміри гальванічних елементів — список гальванічних елементів, акумуляторів і батарей, які застосовуються в побутовій електронній апаратурі за розмірами та електричними параметрами.

## Елементи живлення номінальною напругою 1,5 В
Наведені в цій таблиці елементи живлення є складовими гальванічних елементів або акумуляторів, і мають номінальну напругу залежно від електрохімічних параметрів активних компонентів:
- 1,55 В для срібно-цинкових елементів;
- 1,5 В для марганцево-цинкових елементів;
- 1,4 В для повітряно-цинкових елементів;
- 1,2 В для нікель-кадмієвих і нікель-метал-гідридних елементів.

### Циліндричні елементи
Найбільш поширені циліндричні елементи живлення. Позитивним електродом є виступ на основі циліндра, його діаметр становить близько третини діаметра самого елемента, негативним електродом є плаский або рельєфний контакт на протилежній основі. Батареї цих типів зазвичай поміщені в пластмасовий або металевий корпус, ізольований від циліндричного електрода батареї (негативного у сольових елементів і позитивного — у лужних) для запобігання короткого замикання, а також для захисту його від корозії.
| Вид       | Позначення | Позначення | Позначення | Позначення | Позначення                                                                          | Типова ємність, мА*г | діаметр x довжина, мм | Примітка |
| Вид       | Основне    | МЕК        | ANSI/NEDA  | ДСТУ, ТУ   | Інше                                                                                | Типова ємність, мА*г | діаметр x довжина, мм | Примітка |
| --------- | ---------- | ---------- | ---------- | ---------- | ----------------------------------------------------------------------------------- | -------------------- | --------------------- | --- |
| Сольова   | A          | R23        |            |            |                                                                                     |                      | 17 x 50               | |
| Лужна     | A          | LR23       |            |            |                                                                                     |                      | 17 x 50               | |
| Сольова   | AA         | R6         | 15D        | 316        | Пальчикова MN1500 MX1500                                                            | 1100                 | 14,5 x 50,5           | Елементи такого типорозміру виробляють з 1907 року і є найбільше поширеними                                                        |
| Лужна     | AA         | LR6        | 15A        | А316       | Пальчикова MN1500 MX1500                                                            | 2700-3000            | 14,5 x 50,5           | Елементи такого типорозміру виробляють з 1907 року і є найбільше поширеними                                                        |
| (Li-FeS2) | AA         | FR6        | 15LF       |            | Пальчикова MN1500 MX1500                                                            | 3000-3500            | 14,5 x 50,5           | Елементи такого типорозміру виробляють з 1907 року і є найбільше поширеними                                                        |
| (Ni-MH)   | AA         | HR6        | 1.2H2      |            | Пальчикова MN1500 MX1500                                                            | 1700—2900            | 14,5 x 50,5           | Елементи такого типорозміру виробляють з 1907 року і є найбільше поширеними                                                        |
| (NiCd)    | AA         | KR157/51   | 10015      |            | Пальчикова MN1500 MX1500                                                            | 600—1000             | 14,5 x 50,5           | Елементи такого типорозміру виробляють з 1907 року і є найбільше поширеними                                                        |
| (Ni-Zn)   | AA         | ZR6        |            |            | Пальчикова MN1500 MX1500                                                            | 1800-2000            | 14,5 x 50,5           | Елементи такого типорозміру виробляють з 1907 року і є найбільше поширеними                                                        |
| Сольова   | AAA        | R03        | 24D        | 286        | Мікропальчикова MN2400 MX2400                                                       | 540                  | 10,5 x 44,5           | Виробляється з 1911 року |
| Лужна     | AAA        | LR03       | 24A        | A286       | Мікропальчикова MN2400 MX2400                                                       | 1000-1100            | 10,5 x 44,5           | Виробляється з 1911 року |
| (Li-FeS2) | AAA        | FR03       | 24LF       |            | Мікропальчикова MN2400 MX2400                                                       | 1100-1300            | 10,5 x 44,5           | Виробляється з 1911 року |
| Ni-MH     | AAA        | HR03       |            |            | Мікропальчикова MN2400 MX2400                                                       | 800—1000             | 10,5 x 44,5           | Виробляється з 1911 року |
| (Ni-Zn)   | AAA        | ZR03       |            |            | Мікропальчикова MN2400 MX2400                                                       | 650-750              | 10,5 x 44,5           | Виробляється з 1911 року |
| Лужна     | AAAA       | LR8D425    | 25A        |            | MX2500                                                                              | 625                  | 8,3 x 42,5            | Лужні 9-вольтові батареї зазвичай складаються з 6 елементів AAAA. Окремі елементи застосовуються в малогабаритних электроприладах  |
| Лужна     | B          | LR12       |            | А336       |                                                                                     | 8350                 | 21,5 x 60             | Входять до складу батареї 3336, окремо практично не використовуються                                                               |
| Сольова   | C          | R14        | 14D        | 343        | Baby MN1400 MX1400                                                                  | 3800                 | 26,2 x 50             | |
| Лужна     | C          | LR14       | 14A        | А343       | Baby MN1400 MX1400                                                                  | 8000                 | 26,2 x 50             | |
| (NiMH)    | C          | HR14       |            |            | Baby MN1400 MX1400                                                                  | 4500-6000            | 26,2 x 50             | |
| Сольова   | D          | R20        | 13D        | 373        | U2 (у Великій Британії до 1970-х) MN1300 MX1300 1-КС-У-3 (у СРСР до початку 1960-х) | 8000                 | 34,2 x 61,5           | Виробляються з 1898 року, розроблені для електричних ліхтариків, використовуються в електроприладах зі значним споживанням енергії |
| Лужна     | D          | LR20       | 13A        | А373       | U2 (у Великій Британії до 1970-х) MN1300 MX1300 1-КС-У-3 (у СРСР до початку 1960-х) | 19500                | 34,2 x 61,5           | Виробляються з 1898 року, розроблені для електричних ліхтариків, використовуються в електроприладах зі значним споживанням енергії |
| (NiMH)    | D          | HR20       |            |            | U2 (у Великій Британії до 1970-х) MN1300 MX1300 1-КС-У-3 (у СРСР до початку 1960-х) | 9000-11500           | 34,2 x 61,5           | Виробляються з 1898 року, розроблені для електричних ліхтариків, використовуються в електроприладах зі значним споживанням енергії |
| Сольова   | F          | R25        |            |            |                                                                                     |                      | 33 x 91               | |
| Лужна     | F          | LR25       |            |            |                                                                                     |                      | 33 x 91               | |
| Лужна     | N          | LR1        | 910A       | 293        | MN9100                                                                              | 1000                 | 12 x 30,2             | Використовуються в лазерних указках, безпровідних дверних дзвінках та мікрофонах                                                   |
| Сольова   | 1/2AA      | R14250     |            | 312        |                                                                                     | 250                  | 14,5 x 25             | |
| Сольова   |            |            |            | 314        |                                                                                     | 500                  | 14,5 x 38             | |
| Сольова   | R10        | R10        |            | 332        |                                                                                     | 1800                 | 21,5 x 37,3           | Використовувалась у вимірювальних приладах та дитячих іграшках                                                                     |

### Мініатюрні елементи

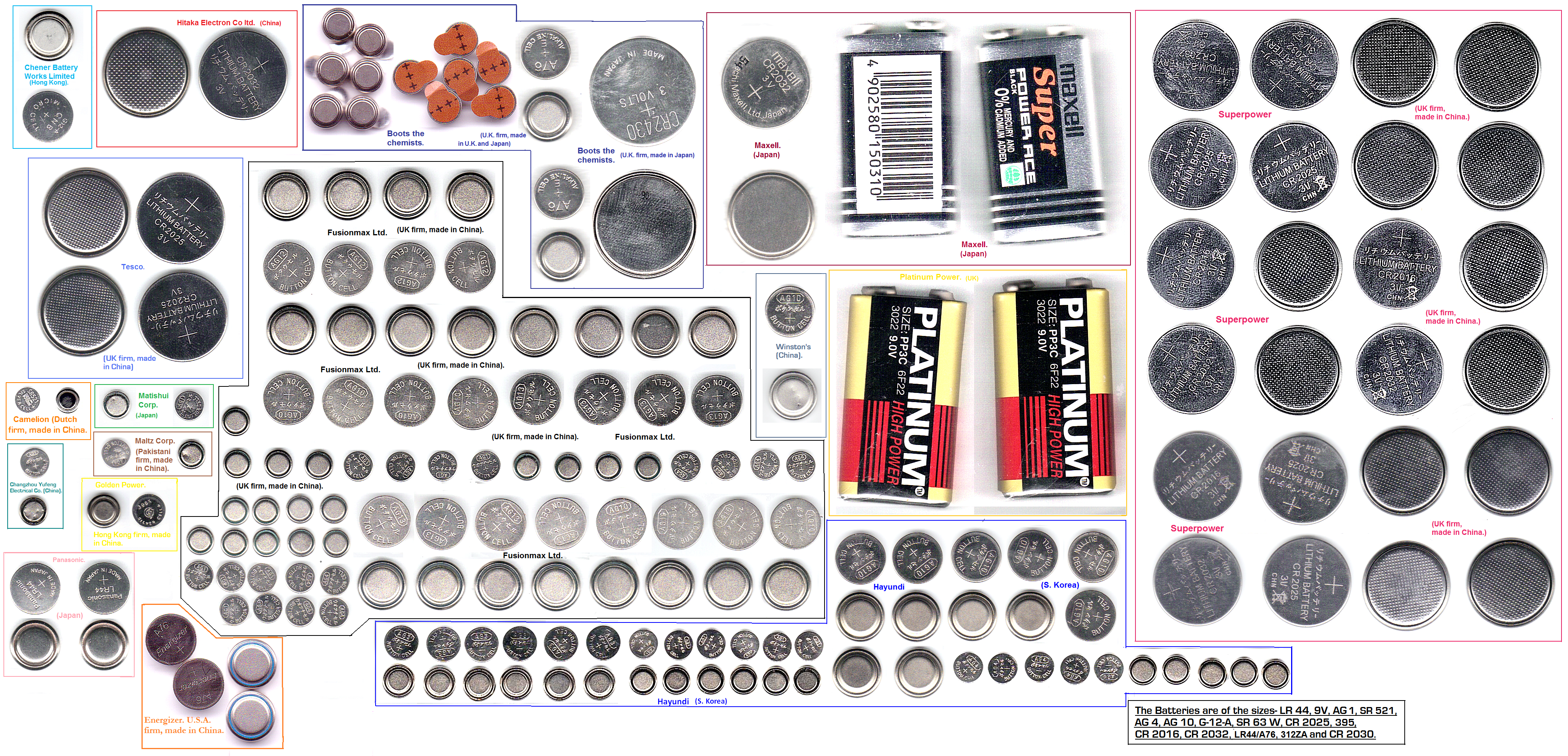
Асортимент мініатюрних елементів живлення поруч з батареями «Крона»

Мініатюрні елементи живлення (так звані «монетки», «ґудзики», «годинникові батарейки») застосовуються в малогабаритних пристроях, таких, як наручні годинники, калькулятори, світлодіодні ліхтарики, лазерні указки тощо. Вони являють собою циліндр, висота якого менше діаметра. Позитивним електродом в них є корпус елемента разом з стінками циліндра, а негативним — одна з круглих частин корпусу, основа циліндра, електрично відокремлена від негативного електроду. Такі елементи необхідно берегти від маленьких дітей, оскільки вони можуть легко їх проковтнути, що може привести до отруєння і електричних опіків травного тракту.

#### Срібло-цинкові елементи
Срібло-цинкова батареї мають масу переваг в порівнянні з марганцево-цинковими: більш висока напруга, яке стабільно тримається до кінця розряду, низький внутрішній опір і т.д., проте через дорожнечу випускаються в основному у вигляді мініатюрних елементів. У таблиці представлені два різновиди срібно-цинкових елементів:
- LD — для електроприладів з низьким і рівномірним енергоспоживанням.
- HD — для електроприладів з високим і нерівномірним енергоспоживанням.

| діаметр, мм | висота, мм | тип | МЕК-код | Renata, Varta (V), Duracell (D) | Maxell, Sony | Seiko    | Rayovac | ДСТУ            | Типова ємність, мА•г |
| ----------- | ---------- | --- | ------- | ------------------------------- | ------------ | -------- | ------- | --------------- | -------------------- |
| 11,6        | 5,4        | LD  |         | 303                             | SR44SW       | SB-A9    |         | СЦ-0.18, СЦ-33  | 200                  |
| 11,6        | 5,4        | HD  | SR44    | 357                             | SR44W        | SB-B9    | RW42    | СЦ-0.18, СЦ-33  | 200                  |
| 11,6        | 4,2        | LD  |         | 301                             | SR43SW       | SB-A8    | RW34    | СЦ-32, СЦ-0.12  | 120                  |
| 11,6        | 4,2        | HD  | SR43    | 386                             | SR43W        | SB-B8    |         | СЦ-32, СЦ-0.12  | 120                  |
| 11,6        | 3,6        | LD  | SR42    | 344                             | SR1136SW     |          | RW36    |                 |                      |
| 11,6        | 3,6        | HD  |         | 350                             |              |          |         |                 |                      |
| 11,6        | 3          | LD  | SR54    | 390                             | SR1130SW     | SB-AU    | RW39    | СЦ-30           | 100                  |
| 11,6        | 3          | HD  |         | 389                             | SR1130W      | SB-BU    |         | СЦ-30           | 100                  |
| 11,6        | 2,1        | LD  |         | 381                             | SR1120SW     | SBAS-DS  | RW30    | СЦ-55, СЦ-0.043 | 40                   |
| 11,6        | 2,1        | HD  |         | 391                             | SR1120W      | SB-BS/ES |         | СЦ-55, СЦ-0.043 | 40                   |
| 11,6        | 1,65       | LD  |         | 366                             | SR1116SW     |          | RW318   |                 | 33                   |
| 9,5         | 3,6        | LD  | SR45    | 394                             | SR936SW      | SB-A4    | RW33    |                 | 60                   |
| 9,5         | 3,6        | HD  |         | 380                             | SR936W       |          |         |                 | 60                   |
| 9,5         | 2,7        | LD  |         | 395                             | SR927SW      | SBAP-DP  | RW313   |                 | 55                   |
| 9,5         | 2,7        | HD  | SR57    | 399                             | SR927W       | SB-BP/EP |         |                 | 55                   |
| 9,5         | 2,1        | LD  | SR69    | 371                             | SR920SW      | SB-AN    | RW315   | СЦ-0.03, СЦ-59  | 33                   |
| 9,5         | 2,1        | HD  |         | 370                             | SR920W       | SB-BN    |         | СЦ-0.03, СЦ-59  | 33                   |
| 9,5         | 1,65       | LD  |         | 373                             | SR916SW      | SBAJ-DJ  | RW317   |                 | 26                   |
| 7,9         | 5,4        | LD  |         | 309                             | SR754SW      |          | RW38    |                 | 70                   |
| 7,9         | 5,4        | HD  |         | 393                             | SR754W       | SB-B3    |         |                 | 70                   |
| 7,9         | 3,6        | LD  | SR41    | 384                             | SR41SW       | SBA1-D1  | RW37    | СЦ-21, СЦ-0.038 | 42                   |
| 7,9         | 3,6        | HD  | SR41    | 392                             | SR41W        | SB-B1    | RW47    | СЦ-21, СЦ-0.038 | 42                   |
| 7,9         | 3,1        | LD  |         | 329                             | SR731SW      |          | RW300   |                 | 37                   |
| 7,9         | 2,6        | LD  |         | 397                             | SR726SW      | SB-AL    | RW311   | СЦ-57           | 30                   |
| 7,9         | 2,6        | HD  |         | 396                             | SR726W       | SB-BL    |         | СЦ-57           | 30                   |
| 7,9         | 2,1        | LD  | SR58    | 362                             | SR721SW      | SB-AK/DK | RW310   | СЦ-0.018        | 24                   |
| 7,9         | 2,1        | HD  | SR58    | 361                             | SR721W       | SB-BK/EK |         | СЦ-0.018        | 24                   |
| 7,9         | 1,65       | LD  |         | 315                             | SR716SW      | SB-AT    | RW316   |                 | 21                   |
| 7,9         | 1,45       | LD  |         | 341                             | SR714SW      |          |         |                 | 21                   |
| 7,9         | 1,3        | LD  |         | 346                             | SR712SW      | SB-DH    |         |                 |                      |
| 6,8         | 2,6        | LD  | SR66    | 377                             | SR626SW      | SB-AW    | RW329   |                 | 26                   |
| 6,8         | 2,6        | HD  |         | 376                             | SR626W       |          |         |                 | 26                   |
| 6,8         | 2,15       | LD  | SR60    | 364                             | SR621SW      | SBAG-DG  | RW320   | СЦ-0.015, СЦ-60 | 20                   |
| 6,8         | 2,15       | HD  |         | 363                             |              |          |         | СЦ-0.015, СЦ-60 | 20                   |
| 6,8         | 1,65       | LD  |         | 321                             | SR616SW      | SBAF/DF  | RW321   |                 | 16                   |
| 6,8         | 1,45       | LD  |         | 339                             | SR614SW      |          |         |                 |                      |
| 6,8         | 1,05       | LD  |         | 333                             |              |          |         |                 |                      |
| 5,8         | 2,7        | LD  | SR64    | 319                             | SR527SW      | SBAE/DE  | RW328   | СЦ-527          | 20                   |
| 5,8         | 2,15       | LD  |         | 379                             | SR521SW      | SBAC-DC  | RW327   | СЦ-0.14, СЦ-521 | 14                   |
| 5,8         | 1,65       | LD  |         | 317                             | SR516SW      | SB-AR    | RW326   |                 | 11,5                 |
| 5,8         | 1,25       | LD  |         | 335                             | SR512SW      | SB-AB    |         |                 |                      |
| 4,8         | 2,15       | LD  |         | 348                             | SR421SW      |          |         |                 | 12                   |
| 4,8         | 1,65       | LD  |         | 337                             | SR416SW      |          |         |                 | 7,5                  |

#### Марганцево-лужні елементи
| діаметр, мм | висота, мм | МЕК - код | Renata | Varta | Seiko | Rayovac | Типова ємність, мА • год |
| ----------- | ---------- | --------- | ------ | ----- | ----- | ------- | ------------------------ |
| 16          | 6,2        | LR9       |        | V625U |       |         |                          |
| 11,6        | 5,4        | LR44      | LR1154 | V13GA | AG13  | RW82    | 150                      |
| 11,6        | 4,2        | LR43      | LR1142 | V12GA | AG12  | RW84    | 80                       |
| 11,6        | 3,1        | LR54      | LR1130 | V10GA | AG10  | RW49    | 70                       |
| 11,6        | 2,1        |           | LR1120 | V8GA  |       | RW40    |                          |
| 7,9         | 5,4        | LR48      | LR754  |       | AG5   |         | 50                       |
| 7,9         | 3,6        | LR41      | LR736  |       | AG3   |         | 32                       |
| 6,8         | 2,6        | LR66      | LR626  |       | AG4   |         | 18                       |
| 6,8         | 2,15       | LR60      | LR621  |       | AG1   |         | 13                       |
| 5,8         | 2,15       | LR63      | LR521  |       | AG0   |         | 10                       |